# Sudamérica Rugby
A Sudamérica Rugby (conhecida pela sigla SAR), nomeada como Confederação Sul-Americana de Rugby (CONSUR) até 2015, é o órgão que rege o rugby union na América do Sul. Nos últimos anos expandiu-se, passando assim a cobrir uma parte da América Central.
Esta organização esportiva foi oficializada em 14 de outubro de 1989 na cidade de Montevidéu, por iniciativa de Argentina, Brasil, Chile, Paraguai e Uruguai.

## História

Logo da CONSUR, antiga designação da atual SAR.

Em 1982, durante uma reunião dos presidentes das uniões de rugby do continente na capital uruguaia (que a princípio tratava-se de celebrar o torneio de juniors no mesmo ano), estudava-se a criação de uma confederação regional para o esporte.
O prenúncio para a consolidação desta associação (originalmente sob o nome CONSUR) teve início em 14 de outubro de 1988, em Assunção, durante uma reunião no Yacht & Club (cuja iniciativa partiu de Argentina, Brasil, Chile, Paraguai e Uruguai). Embora esta seja a data oficial do surgimento da Confederação Sul-Americana de Rugby, o livro "El Rúgby" conota que esta união de rugby regional tenha sido criada em 10 de outubro de 1961, durante a disputa do campeonato sul-americano em solo uruguaio.
A renomeação da entidade, de CONSUR para SAR, foi oficializada em julho de 2015 (sob a tutela da World Rugby). Esta ação transcorreu durante a assembléia de seus membros no mesmo ano, realizada na cidade argentina de Santa Fé, onde aprovaram por unanimidade a mudança no nome de sua entidade local.

## Entidade

### Conselho diretivo
O Comitê Executivo da Sudamérica Rugby, para o quadriênio 2020-2024, contempla os seguintes nomes:
- Presidente: Sebastián Piñeyrúa (Uruguai);
- Primeiro vice-presidente: Marcelo Calandra (Uruguai);
- Segundo vice-presidente: Giancarlo Bistrot (Brasil);
- Secretário: Juan Pablo Bello (Argentina);
- Tesoureiro: Carlos Barbieri (Argentina);
- Membros: Michael Black (Chile), Maria Catalina Palacio (Colômbia), Oscar Moreira Lacasa (Paraguai), Virginia Carolina Varela (Venezuela), Juan José Chacon Quirós (Costa Rica) e Néstor Corbetto (Peru).

### Competições
A Sudamérica Rugby organiza as competições deste esporte no seu âmbito continental. Estando entre elas:
- Campeonato Sul-Americano de Rugby;
- Campeonato Sul-Americano de Rugby Juvenil;
- Campeonato Sul-Americano de Rugby Sevens.

## Países membros
Atualmente, a Sudamérica Rugby conta com dezesseis membros, sendo eles países das Américas do Sul e Central (exceção feita à Guiana e nações do Caribe) que, no cenário deste esporte, pertencem a esta associação. São eles:
| - Argentina - Brasil - Bolívia* - Chile | - Colômbia - Costa Rica - Equador* - El Salvador* | - Guatemala - Honduras** - Nicarágua* - Panamá* | - Paraguai - Peru - Uruguai - Venezuela |

Convenções: as federações com "*" não são filiadas ao World Rugby, enquanto as com "**" são membros afiliados (não-plenos).
A Bolívia era o único país na área coberta pela entidade que ainda não era membro da mesma. Contudo, a partir de maio de 2018, sua seleção faz oficialmente parte da Sudamérica Rugby.
Em setembro de 2020, a entidade outorgou o retorno da Nicarágua como filiada, ao mesmo tempo no qual decretou uma suspensão temporária ao Equador.

### Ranking mundial
Segue-se o posicionamento das seleções de XV pela World Rugby, com destaque para as nações filiadas à Sudamérica Rugby.

#### Masculino
| Sudamérica Colocação | World Rugby Colocação | Seleção    |
| -------------------- | --------------------- | ---------- |
| 1º                   | 7º                    | Argentina  |
| 2º                   | 17º                   | Uruguai    |
| 3º                   | 26º                   | Brasil     |
| 4º                   | 28º                   | Chile      |
| 5º                   | 32º                   | Colômbia   |
| 6º                   | 47º                   | Paraguai   |
| 7º                   | 75º                   | Peru       |
| 8º                   | 78º                   | Venezuela  |
| 9º                   | 97º                   | Costa Rica |

- Atualização: 19 de setembro de 2021.[15]

#### Feminino
| Sudamérica Colocação | World Rugby Colocação | Seleção  |
| -------------------- | --------------------- | -------- |
| 1º                   | 26º                   | Colômbia |
| 2º                   | 41º                   | Brasil   |

- Atualização: 19 de setembro de 2021.[16]

## Copa do Mundo
Abaixo, segue-se o histórico dos países membros da Sudamérica Rugby, no que tange às participações dos mesmos no histórico das Copas do Mundo de Rugby Union.

### Masculino
| Edição | Qualificados            | Eliminados na repescagem | Eliminados no estágio final |
| ------ | ----------------------- | ------------------------ | --------------------------- |
| 1987   | Argentina               | –                        | –                           |
| 1991   | Argentina               | –                        | –                           |
| 1995   | Argentina               | –                        | Uruguai Paraguai Chile      |
| 1999   | Argentina Uruguai       | –                        | Chile Paraguai              |
| 2003   | Argentina Uruguai       | –                        | Chile                       |
| 2007   | Argentina               | Uruguai                  | Chile                       |
| 2011   | Argentina               | Uruguai                  | Chile Brasil                |
| 2015   | Argentina Uruguai       | –                        | Chile Brasil                |
| 2019   | Argentina Uruguai       | –                        | Chile Brasil Paraguai       |
| 2023   | Argentina Uruguai Chile | –                        | Brasil Paraguai             |

### Feminino
| Edição | Qualificados | Eliminados na repescagem          | Eliminados no estágio final |
| ------ | ------------ | --------------------------------- | --------------------------- |
| 2021   | –            | Colômbia Disputará a fase mundial | Brasil                      |

* Observação: nas edições de 1991 a 2017, nenhum país membro da Sudamérica Rugby disputou torneios qualificatórios para a Copa do Mundo de Rugby Feminina.